# La Ville-sous-Orbais
La Ville-sous-Orbais ist eine französische Gemeinde mit 40 Einwohnern (Stand: 1. Januar 2022) im Département Marne in der Region Grand Est. Sie gehört zum Kanton Dormans-Paysages de Champagne und zum Arrondissement Épernay. 

## Geografie
Die Gemeinde La Ville-sous-Orbais liegt am Fluss Surmelin, 22 Kilometer südwestlich von Épernay. Sie ist umgeben von folgenden Nachbargemeinden:
|           | Igny-Comblizy                               | Suizy-le-Franc  |
| Le Breuil | Kompassrose, die auf Nachbargemeinden zeigt | Orbais-l’Abbaye |
| Verdon    | Margny                                      |                 |

## Bevölkerungsentwicklung

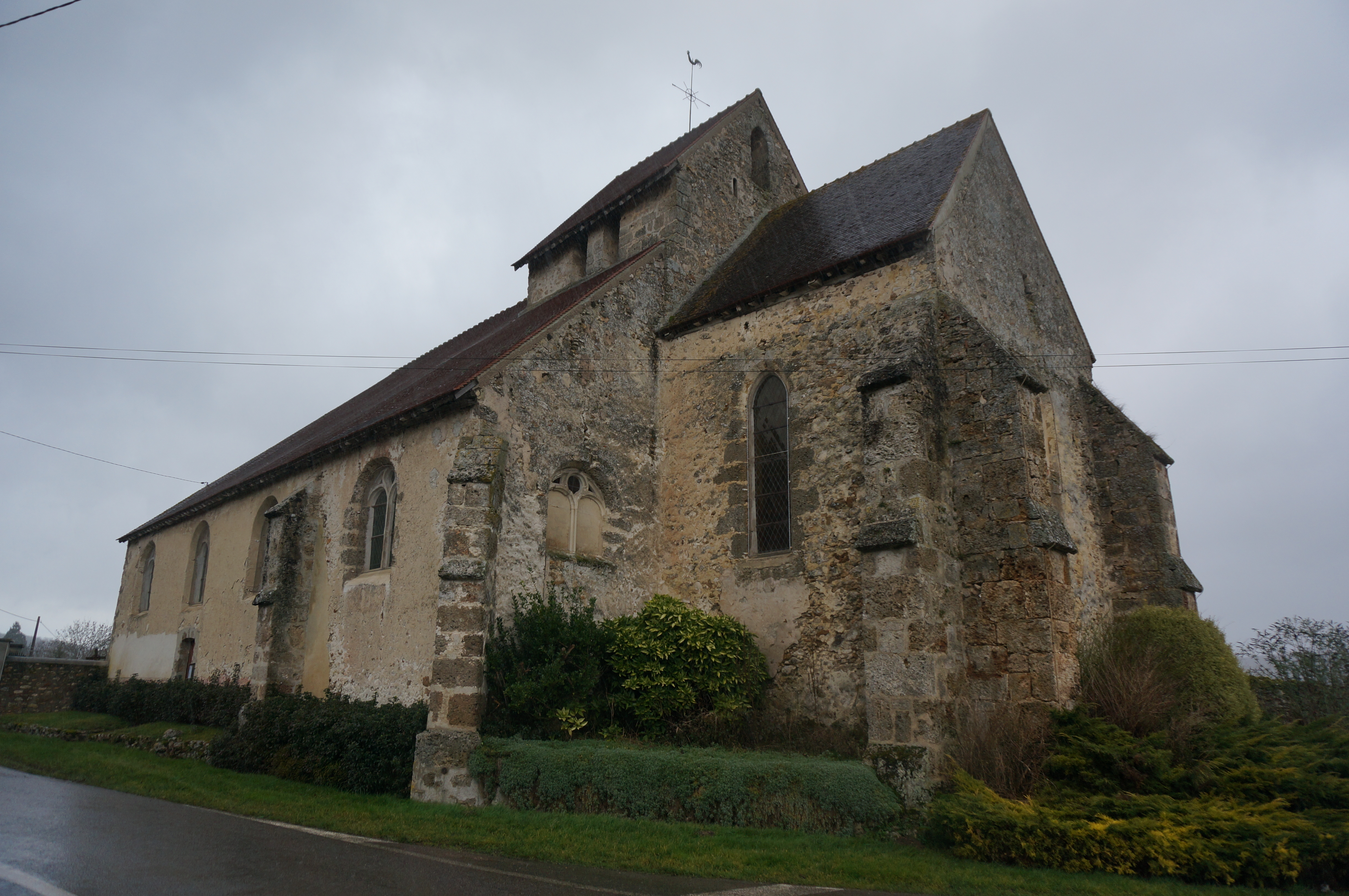
Kirche Saint-Martin

| Jahr                       | 1962 | 1968 | 1975 | 1982 | 1990 | 1999 | 2008 | 2018 |
| -------------------------- | ---- | ---- | ---- | ---- | ---- | ---- | ---- | ---- |
| Einwohner                  | 82   | 77   | 54   | 54   | 40   | 38   | 48   | 46   |
| Quellen: Cassini und INSEE |      |      |      |      |      |      |      |      |